# コンロン・ナンカロウ
サミュエル・コンロン・ナンカロウ（Samuel Conlon Nancarrow、1912年10月27日 - 1997年8月10日）は、アメリカ合衆国生まれのメキシコの現代音楽作曲家。

## 略歴
アーカンソー州のテクサーカナに生まれる。ジャズバンドでトランペット奏者を務めた後、シンシナティで作曲を学び、ボストンでロジャー・セッションズ、ウォルター・ピストン、ニコラス・スロニムスキーに師事。その後、ニューヨークへ渡ってヘンリー・カウエルに学んだ。ヘレン・リグビーと結婚したものの3年で離婚。アンネッテ・マルゴリスと2度目の結婚に至るが、これまた3年で離婚。
1936年より勃発したスペイン内戦ではスペイン共産党に入党し、人民戦線側で戦ったことから、アメリカへの帰国を拒否され、左派政権であったメキシコに亡命、メキシコシティに居を定める。1955年に政治亡命が認められ、市民権を取得。
3度目の結婚は日本人学者のヨーコ・スギウラ・ヤマモトで、結婚時点ですでに長男のマコを妊娠中だった。多くの栄誉が与えられたのは1990年代だったが、この頃すでに長年の飲酒や喫煙のために体調を崩し入退院を繰り返していた。
1991年に発作を起こして入院、1997年8月10日にメキシコシティで死去。パウル・ザッヒャー財団に自筆譜が寄贈された3か月後であった。長男のマコは学者となった。
ナンカロウは楽曲の製作日を正確に書き留めておく習慣がなかったため、多くの作品は何年頃に作曲されたと曖昧に表記されている。

## 作風
初期には『ソナチネ』などの器楽作品も見られるが、自動ピアノの可能性に目覚めてからはこの楽器を用いてリズムへの探求を行い、それは「自動ピアノの為の習作」という50曲を超える作品群へ結実した。これは、人間では演奏不可能な複雑なリズム構造を実現させるために自動ピアノを用いたものである。ヤングの『ウェル・チューンド・ピアノ』、ギュナー・ヨハンセンの『即興ソナタ』と並んで、改造ピアノの為に書かれた重要な作品群であり、現在もこの作品から影響を受ける作曲家は多い。
この作品群は当初から現在のような高い評価を受けていたわけではなく、1750 Arch RecordsからLP四枚がリリースされた当時は「アメリカ実験音楽のひとつの潮流」程度の受け止め方でしかなかった。しかし1980年代にリゲティがたまたまパリのレコード屋でこのLPを入手し、「ナンカロウはヴェーベルンやアイヴズに匹敵するほどの大作曲家だ」と高く評価し、リゲティの弟子マンフレート・シュターンケもこの作曲家を研究したことによってナンカロウは広く知られるようになり、WERGOからCDがリリースされた。
「メキシコには素材の細分化に向かった作曲家が3人いる。音律の細分化を図ったフリアン・カリリョとリズムの細分化を図ったコンロン・ナンカロウと変遷の細分化を図ったフリオ・エストラダだ」とManuel Antonio Dominguez Salasによって定義された。前衛世代を凌ぐ音楽素材の微細化に向かったリズム語法の祖として、評価が確定している。

### 自動ピアノの為の習作
当初の作品は、バルトークの配分法やジャズやブルースの影響が露になったままで、単純にスピードを上げて捲くし立てる作品しかなかったが、次第に一本の線の極端な比率によるカノンの追求へ至る。プリペアード自動ピアノの経験から、彼は自宅の自動ピアノのハンマーに金具のようなものを埋め込んでおり、そのピアノで録音されたものがWERGOによるリリースである。しかし、ユルゲン・ホッカーは普通のベーゼンドルファー・アンピコで全曲の録音をすることを計画し、ナンカロウの許可が下りて実現された。MD+Gからのリリースやヨーロッパ初演の演奏は全てこれによる。
作品後期は、声部が全ての可聴域を完全に埋め尽くし、巨大な音像を示す類も多くその時期がナンカロウの全盛期と思われている。無理数比のカノンも実現させた時点で、彼は世界で初めて「五線譜に書けないリズム」を改造とはいえ生楽器のために達成した。二台のピアノ同士のカノン、つまり「ネイピア数／円周率によるメタ・カノン」すら実行した。多くの作品で、計算尺で測ってプロポーショナル・ノーテーション上の該当地点に音符を記す独特な記譜法を使用している。譜面の印象は簡素でも、すべての声部に異なった比率を持つため、音楽的密度は非常に濃縮された印象を与えている。
最後の習作は51番だが、本人のつけたタイトルは3750番で、これは多くの習作をゴミ箱行きにしたという意味である。

## 関連文献
- Monika Fürst-Heidtmann: Die Musik von Conlon Nancarrow. In: Otfrid Nies, Klaus Marx, Rainer Berger (Hrsg.): Programmheft zur Documenta 7. Juli – Sept. Kassel 1982.
- Monika Fürst-Heidtmann: Conlon Nancarrow. Ein altmodischer Avantgardist? In: FonoForum. 7. München 1983, S. 69–71.
- Monika Fürst-Heidtmann: Conlon Nancarrows Studies for Player Piano – Time is the last frontier in music. In: Melos. 4. 46. Jahrgang. Mainz 1984, S. 104–122. (Korrektur der Druckfehler in Melos. 5, 1985, S. 82)
- Monika Fürst-Heidtmann: „Ich bin beim Komponieren nur meinen Wünschen gefolgt“. Conlon Nancarrow im Gespräch. In: MusikTexte. 21. Köln 1987, S. 29–32.
- Monika Fürst-Heidtmann: Conlon Nancarrow und die Emanzipation des Tempos. Ein Überblick über die Studies for Player Piano. In: Neue Zeitschrift für Musik. 7/8. Mainz 1989, S. 32–38.
- Monika Fürst-Heidtmann: Conlon Nancarrow und die Emanzipation des Tempos. In: Klaus Wolfgang Niemöller (Hrsg.): Bericht über das Internat. Symposion „Charles Ives und die amerikanische Musiktradition bis zur Gegenwart“. (= Kölner Beiträge zur Musikforschung. Band 164). Köln 1988, Regensburg 1990, S. 249–264.
- Monika Fürst-Heidtmann: Sinnlich-vital und intellektuell-strukturell. Conlon Nancarrow – ein merkwürdiger Sonderling. In: MusikTexte. 73/74, Köln 1998, S. 90–93.
- Thomas Phleps: „Complex, but simple“. Conlon Nancarrows tempo-dissonierende Boogie Woogies und Canons für Player Piano. In: Constantin Floros, Friedrich Geiger, Thomas Schäfer (Hrsg.): Komposition als Kommunikation. Zur Musik des 20. Jahrhunderts (= Hamburger Jahrbuch für Musikwissenschaft. 17). Lang, Frankfurt am Main u. a. 2000, S. 175–205. (PDF)
- Jürgen Hocker: Begegnungen mit Conlon Nancarrow. Schott, Mainz 2002, ISBN 3-7957-0476-6.
- Hanns-Peter Mederer: „Experiment und Form.“ Beobachtungen zu Conlon Nancarrows „study no. 20“. In: Musik & Ästhetik. 10. Jahrgang, Heft 38, April 2006, S. 102–108.
- Gregor Herzfeld: Nancarrows erhabene Zeitspiele. In: Archiv für Musikwissenschaft. 64/4, 2007, S. 285–305.